# Mendes (Georgia)
Mendes – jednostka osadnicza w Stanach Zjednoczonych, w stanie Georgia, w hrabstwie Tattnall.